# Сиракуза
Сиракуза (итал. Siracusa, на месном говору, Sarausa) град је у јужној Италији. Четврти је град по величини на Сицилији и највећи град и управно средиште истоименог Округа Сиракуза.
Сиракуза је позната као наследник истоименог старогрчког града, који је био најјаче средиште Велике Грчке, место где је живео Архимед. Данас су остаци Сиракузе под заштитом УНЕСКОа.
Сиракуза је у Италији позната као најјужнији град у држави са више од 100 хиљада становника.

## Географија
Сиракуза се налази у јужној Италији. Од престонице Рима град је удаљен око 860 км јужно, а од Палерма 260 км југоисточно. Најближи већи град је Катанија, смештена 66 км северније.

### Рељеф
Сиракуза се налази у југоисточном делу Сицилије. Град се развио на омањем острву у истоименом Сиракуском заливу, крајње југозападном делу Јонског мора. Касније је острво повезано мостовима са оближњим копном, али некадашњи град постао градско средиште. У позадини Сиракузе налази се плодна приморска равница, коју гради реке Анапо и Кане', које се уливају у залив недалеко од града. Даље, ка западу издижу се Иблејске планине.

### Клима
Клима у Сиракузи је средоземна.
| Клима (Сиракуза)           | Клима (Сиракуза) | Клима (Сиракуза) | Клима (Сиракуза) | Клима (Сиракуза) | Клима (Сиракуза) | Клима (Сиракуза) | Клима (Сиракуза) | Клима (Сиракуза) | Клима (Сиракуза) | Клима (Сиракуза) | Клима (Сиракуза) | Клима (Сиракуза) | Клима (Сиракуза) |
| Показатељ \ Месец          | .Јан.            | .Феб.            | .Мар.            | .Апр.            | .Мај.            | .Јун.            | .Јул.            | .Авг.            | .Сеп.            | .Окт.            | .Нов.            | .Дец.            | .Год.            |
| -------------------------- | ---------------- | ---------------- | ---------------- | ---------------- | ---------------- | ---------------- | ---------------- | ---------------- | ---------------- | ---------------- | ---------------- | ---------------- | ---------------- |
| Средњи максимум, °C (°F)   | 14,8 (58,6)      | 15,3 (59,5)      | 17,1 (62,8)      | 19,7 (67,5)      | 23,7 (74,7)      | 28,2 (82,8)      | 31,3 (88,3)      | 31,2 (88,2)      | 28,1 (82,6)      | 24,0 (75,2)      | 19,6 (67,3)      | 16,3 (61,3)      | 31,3 (88,3)      |
| Средњи минимум, °C (°F)    | 7,3 (45,1)       | 7,5 (45,5)       | 8,7 (47,7)       | 10,7 (51,3)      | 13,9 (57)        | 17,8 (64)        | 20,7 (69,3)      | 21,2 (70,2)      | 19,2 (66,6)      | 16,0 (60,8)      | 12,1 (53,8)      | 9,0 (48,2)       | 7,3 (45,1)       |
| Количина падавина, mm (in) | 75 (29,5)        | 52 (20,5)        | 44 (17,3)        | 30 (11,8)        | 16 (6,3)         | 5 (2)            | 3 (1,2)          | 7 (2,8)          | 44 (17,3)        | 78 (30,7)        | 94 (37)          | 78 (30,7)        | 526 (207,1)      |
| [ тражи се извор ]         |                  |                  |                  |                  |                  |                  |                  |                  |                  |                  |                  |                  |                  |

### Воде
Сиракуза је смештена у крајње југозападном делу Јонског мора. Град се налази на северној обали Сиракуског залива, где се стари део града налази на острву.

## Историја

### Стари век
Област града је била насељена још у време праисторије, а у време Микене јављају се први подаци са овим делом Средоземља. Сиракузу су основали стари Грци у 733. године п. н. е. под првобитним називом Сирако, у значењу „слана лука“, а из овог назива се временом дошло до данашњег. Сиракуза се веома брзо развила у највећи и водећи полис Велике Грчке, па је неколико следећих векова била незаобилазни чинилац у историји старогрчког света. Погодност положаја на крајњем западу старогрчког света била је мање ратовања и тиме мање разарања. Међутим, у случају Сиракузе је долазило до изражаја непријатељство са оближњом Картагином, чија је моћ и значај много више погађала Сиракузу него полисе у данашњој Грчкој. На крају су становници Сиракузе ушли у пакт са старим Римом против Картагине у Првом пунском рату. Ово је довело до пада града под управу Римљана 215. п. н. е. Међутим, град је задржао значај и постао управно средиште и најважније трговиште Сицилије. Крајем времена старог Рима у граду се јавља много хришћана, па је Сиракуза позната по сачуваним катакомбама, које су по очуваности одмах после римских.

### Средњи век
После пропасти старог Рима град мења више господара у следећим вековима. Прво град заузимају Вандали, а 535. г. Византинци, за време којих Сиракуза поново јача. Град преузимају Арабљани-Сарацени 878. године након опсаде и у њиховом поседу Сиракуза остаје до 1038. године. Они премештају средиште власти над острвом у Палермо. После тога град поново заузимају Византинци и владају њиме следећих пола века. Нови господари били су Нормани, који град заузимају 1085. године. Они оснивају државу на југу данашње Италије, која је трајала неколико следећих векова - Краљевство Сицилија. У ово време град поново постаје хришћанско средиште. Гради се много цркава и градских палата.

### Нови век
Током неколико векова постојања Краљевство Сицилија имало је неколико владарских кућа на челу - Нормани, Анжујци, Арагонци, Савоја, Хабзбурговци, Бурбони. Коначно, Сиракуза 1860. године улази у састав Краљевине Италије. После уједињења државе Сиракуза постаје важна лука и трговиште, што је и данас. Међутим, вишевековни јаз Југа и Севера ни данас није превазиђен, па су становници Сиракузе и даље осетно сиромашнији од становника већих градова на северу Италије.

## Становништво
Према подацима, у граду је у новембру 2016. године живео 122.051 становник.
| 1931.  | 1936.  | 1951.  | 1961.  | 1971.   | 1981.   | 1991.   | 2001.   | 2011.   |
| ------ | ------ | ------ | ------ | ------- | ------- | ------- | ------- | ------- |
| 46.048 | 49.478 | 66.090 | 83.205 | 101.421 | 117.615 | 125.941 | 123.657 | 118.385 |

Сиракуза је 2008. године. имала преко 120.000 становника, 3 пута више у односу на почетак 20. века. Последњих година број становника у граду благо опада.
Град данас има мали удео имигрантског становништва (2%), највише из источне Европе, северне Африке и јужне Азије.

## Градске знаменитости
Сиракуза има већи број знаменитости. Најважнији су они антички, где се често не може тачно разлучити шта је старогрчко, а шта староримско:
- Аполонов храм, касније претваран у византијску цркву и џамију,
- Аретузина фонтана, чије име се везује за грчку нимфу,
- Античко позориште,
- Римски амфитеатар,
- Храм Зевса.

Град има и лепе грађевине из неколико претходних векова:
- Градска катедрала из 13. века, грађевина на остацима старогрчког храма богиње Атине из 5. века п. н. е.,
- Црква свете Луције ван зидова, из 16. века, некадашња византијска црква са катакомбама испод,
- Црква светог Павла, из 18. века,
- Црква светог Христофора, из 14. века,
- Манијакесов замак, из 13. века,
- Археолошки музеј,
- већи број палата, махом из 18. века.

## Привреда
Градском привредом доминира лука, а становници Сиракузе раде у луци, бродоградилиштима, прехрамбеној индустрији, индустрији прераде метала, као и хемијској индустрији. Околина је позната по гајењу јужног воћа.

## Партнерски градови
- Стокхолм
- Коринт
- Erchie
- Перуђа

## Галерија
- Староримски амфитеатар
- Остаци старогрчких зидина
- Старогрчки новац из Сиракузе
- Аретузина фонтана
- Главни трг са Катедралом
- Манијакесов замак
- Племићска палата
- Катакомбе